# Erzbistum Valencia en Venezuela
Das Erzbistum Valencia en Venezuela (lat.: Archidioecesis Valentinus in Venetiola, span.: Archidiócesis de Valencia en Venezuela) ist eine in Venezuela gelegene römisch-katholische Erzdiözese mit Sitz in Valencia. Es umfasst einen Teil des venezolanischen Bundesstaates Carabobo.

## Geschichte
Papst Pius XI. gründete das Bistum Valencia en Venezuela am 12. Oktober 1922 mit der Apostolischen Konstitution Ad munus aus Gebietsabtretungen des Erzbistums Caracas, Santiago de Venezuela, dem es auch als Suffraganbistum unterstellt wurde. Am 12. November 1974 wurde es in den Rang eines Metropolitanerzbistums erhoben.
Teile seines Territoriums verlor es zugunsten der Errichtung folgender Bistümer:
- 7. Oktober 1966 an das Bistum San Felipe;
- 16. Mai 1972 an das Bistum San Carlos de Venezuela;
- 5. Juli 1994 an das Bistum Puerto Cabello.

## Ordinarien

### Bischöfe von Valencia en Venezuela
- Francisco Antonio Granadillo (22. Juni 1923 – 13. Januar 1927)
- Salvador Montes de Oca (20. Juni 1927 – 22. Dezember 1934) († 1944), Märtyrer[1]
- Gregorio Adam Dalmau  (29. August 1937 – 12. Juli 1961)
- José Alí Lebrún Moratinos (19. März 1962 – 21. September 1972, dann Koadjutorerzbischof von Caracas, Santiago de Venezuela)
- Luis Eduardo Jiménez Henríquez (9. November 1972 – 12. November 1974)

### Erzbischöfe von Valencia en Venezuela
- Luis Eduardo Jiménez Henríquez (12. November 1974 – 16. März 1990)
- Jorge Liberato Urosa Savino (16. März 1990 – 19. September 2005, dann Erzbischof von Caracas, Santiago de Venezuela)
- Reinaldo del Prette Lissot (10. April 2007 – 21. November 2022)
- Jesús González de Zárate Salas (seit 28. Juni 2024)

## Statistik
| Jahr | Bevölkerung | Bevölkerung | Bevölkerung | Priester   | Priester           | Priester         | Priester               | Ständige Diakone | Ordensleute | Ordensleute | Pfarreien |
| Jahr | Katholiken  | Einwohner   | %           | Gesamtzahl | Diözesan- priester | Ordens- priester | Katholiken je Priester | Ständige Diakone | männlich    | weiblich    | Pfarreien |
| ---- | ----------- | ----------- | ----------- | ---------- | ------------------ | ---------------- | ---------------------- | ---------------- | ----------- | ----------- | --------- |
| 1950 | ?           | ?           | ?           | 103        | 40                 | 63               | ?                      |                  |             |             | 34        |
| 1966 | 445.065     | 450.000     | 98,9        | 106        | 53                 | 53               | 4.198                  |                  | 66          | 130         | 52        |
| 1970 | 590.000     | 593.399     | 99,4        | 106        | 49                 | 57               | 5.566                  |                  | 67          | 186         | 54        |
| 1976 | 700.000     | 793.892     | 88,2        | 117        | 42                 | 75               | 5.982                  | 1                | 106         | 201         | 56        |
| 1980 | 1.000.000   | 1.060.000   | 94,3        | 109        | 39                 | 70               | 9.174                  | 1                | 104         | 203         | 57        |
| 1990 | 1.490.000   | 1.593.000   | 93,5        | 124        | 51                 | 73               | 12.016                 | 1                | 103         | 182         | 58        |
| 1999 | 1.615.000   | 1.900.000   | 85,0        | 121        | 54                 | 67               | 13.347                 | 1                | 92          | 149         | 53        |
| 2000 | 1.657.500   | 1.950.000   | 85,0        | 121        | 52                 | 69               | 13.698                 | 1                | 91          | 147         | 53        |
| 2001 | 1.767.510   | 2.079.424   | 85,0        | 108        | 51                 | 57               | 16.365                 | 1                | 85          | 157         | 53        |
| 2002 | 1.850.000   | 2.130.000   | 86,9        | 115        | 52                 | 63               | 16.086                 | 1                | 90          | 151         | 53        |
| 2003 | 1.610.000   | 1.800.000   | 89,4        | 117        | 54                 | 63               | 13.760                 | 1                | 80          | 171         | 54        |
| 2004 | 1.650.000   | 1.850.000   | 89,2        | 110        | 56                 | 54               | 15.000                 | 1                | 71          | 162         | 56        |